# 今尾町
今尾町（いまおちょう）は、かつて岐阜県海津郡に存在した町である。
1955年に合併で平田町となった後、2005年に海津町、南濃町、平田町が合併し、現在は海津市の北西部に該当する。現在の地名は、平田町今尾、平田町仏師川、平田町三郷、平田町高田、平田町西島、平田町土倉、平田町脇野、平田町平原である。
旧・平田町の中心地であり、平田町の西部の揖斐川沿いの輪中の町であった。

## 歴史
- 1608年（慶長13年） - 竹腰正信が今尾陣屋を築き、今尾藩が立藩する。以降尾張藩付家老竹腰氏が藩主をつとめるが、陪臣のため今尾藩は正式な藩として幕府からは認められていなかった。
- 江戸時代末期、この地域の大部分は美濃国安八郡であり、今尾藩領（今尾村･土倉村・脇野村）のほか、尾張藩領、高須藩領、天領、旗本青木氏領などであった。
- 1868年（明治元年） - 明治政府の計らいで、今尾藩は正式な藩となる。
- 1889年（明治22年）7月1日 - 安八郡今尾村が町制施行、今尾町になる。
- 1897年（明治30年）4月1日[1] - 郡制に基づき、下石津郡、海西郡と安八郡の一部[2]が合併し、海津郡になる。
- 1897年（明治30年）4月1日 - 今尾町、高田村、三郷村、仏師川村、平原村、土倉村、脇野村、西島村が合併し、今尾町になる。
- 1955年（昭和30年）2月1日 - 今尾町の一部（旧・平原村）を海津町に編入する。今尾町の大部分と海西村が合併し、平田町となる。

## 学校
- 今尾町立今尾小学校 （現・海津市立今尾小学校）
- 組合立今尾中学校 （現・海津市立平田中学校）
- 海津高等学校今尾分校

## 観光
- 今尾陣屋址
- 千代保稲荷神社
- 今尾神社